# Sheila Mwarangu
Sheila Wairimu Mwarangu (nhũ danh Sheila Wairimu), là một nhà tư vấn dân sự và cấu trúc kỹ sư, là một đối tác và giám đốc điều hành tại Gathara & Partners Consulting Dân sự và kết cấu kỹ sư, một công ty kỹ thuật tư vấn tại Nairobi, thủ đô của Kenya và thành phố lớn nhất của Kenya.

## Gia cảnh và giáo dục
Cô lấy bằng Cử nhân Khoa học (Cử nhân) về Kỹ thuật Xây dựng năm 2002, từ Đại học Manchester. Cô tiếp tục học tại Imperial College London, nơi cô đã được trao bằng Thạc sĩ Khoa học (MSc) về Kỹ thuật Kết cấu, vào năm 2003. Bà cũng có bằng MBA điều hành (EMBA) từ Trường Kinh doanh IESE, được trao vào năm 2015. Sau đó, vào năm 2016, cô đã lấy bằng Thạc sĩ Quản trị Kinh doanh (MBA) từ Trường Kinh doanh Strathmore.

## Sự nghiệp
Ngay sau khi lấy bằng thạc sĩ tại Đại học Hoàng gia, cô được Tập đoàn Halcrow thuê, làm việc ở đó với tư cách là kỹ sư tốt nghiệp, tại các văn phòng của họ ở Manchester, Vương quốc Anh, trong hai năm từ 2003 đến 2005. Năm 2006, cô chuyển công ty và chuyển sang TRP Consulting, cũng ở Manchester, làm việc ở đó với tư cách là kỹ sư kết cấu trong hai năm cho đến năm 2008. Sau đó, cô chuyển đến Kenya bản địa và làm kỹ sư tại Gathara và Partners Consulting Engineers trong một năm cho đến năm 2010 
Sau đó, cô trở về Manchester, Vương quốc Anh và làm kỹ sư kết cấu tại Clancy Consulting, trong hai năm cho đến năm 2012. Vào tháng 10 năm 2012, cô đã được bầu làm đối tác tại Gathara & Partners Consulting Engineers, ở Nairobi Kenya. Vào tháng 8 năm 2017, cô được bổ nhiệm làm giám đốc điều hành và giám đốc điều hành tại công ty tư vấn kỹ thuật.

## Gia đình
Cô là mẹ của hai đứa trẻ.

## Những ý kiến khác
Cô ngồi trong một số ban giám đốc, bao gồm tại ASHA Freight Limited, một doanh nghiệp giao nhận hàng hóa có trụ sở tại Manchester, Vương quốc Anh  và tại CONTERRA Limited, một công ty phát triển bất động sản có trụ sở tại Nairobi. Năm 2017, Sheila Mwarangu được tạp chí Business Daily Africa, một tờ báo kinh doanh tiếng Anh hàng ngày, được xuất bản bởi Nation Media Group.